# Broicher Feld
Broicher Feld ist ein Ortsteil im Stadtteil Schildgen von Bergisch Gladbach.

## Geschichte
Der Name Broicher Feld entstand in Anlehnung an die frühere Gewannenbezeichnung Broicherfeld, die im Urkataster von Unterodenthal nahe der Siedlung Hopperscheid verzeichnet ist. Der Flurname kann im vorliegenden Fall die Bodenbeschaffenheit oder das Besitzverhältnis anzeigen.

## Etymologie
Das Wort Broich stammt etymologisch aus dem mittelhochdeutschen bruoch bzw. dem althochdeutschen bruoh, deren Wurzel im westgermanischen broka (= Sumpfland) liegt. In Flurnamen steht Broich als Bezeichnung für ein sumpfiges Gebiet oder Moorlandschaft. Daraus ergibt sich ein sumpfiges Feldstück. Möglicherweise weist aber auch die Endung „er“ darauf hin, dass sich diese Parzelle im Besitz eines der mittelalterlichen Broicher Höfe, das heißt Rothbroich oder Schwarzbroich befunden hat.